# Acto Institucional Número Cinco
El Acto Institucional Nº 5 o AI-5 (13 de marzo de 1968 - 13 de octubre de 1978) fue el quinto de una serie de autos emitidos por el régimen militar brasileño los años siguientes al Golpe de Estado de 1964. El AI-5, solapándose a la Constitución de 24 de enero de 1967, así como a las constituciones provinciales, daba poderes extraordinarios al Presidente de la República y suspendía varias garantías constitucionales.

## Contexto histórico
Redactado el 13 de diciembre de 1968 por el entonces ministro de la Justicia, Luís Antônio da Gama e Silva, el AI-5 entró en vigor durante el gobierno del presidente Artur da Costa e Silva como represalia al discurso del diputado Márcio Moreira Alves en la Cámara de los Diputados, en 2 de septiembre de 1968. En el discurso, el diputado propuso un boicot al militarismo ("Cuando no será el Ejército una guarida de torturadores?") y solicitó al pueblo brasileño que nadie participara de las conmemoraciones del 7 de septiembre. Además de sugerir una huelga que él llamó Lisístrata, para las esposas de los militares mientras la democracia no fuera restablecida.
Evidentemente que el decreto venía en la estela de acciones y declaraciones de la clase política para reforzar la llamada línea dura de la dictadura militar. O sea, fue más un pretexto para implementar medidas defendidas por los militares desde julio de 1968. Era el instrumento que faltaba para que la Dictadura, concentrada en la figura del presidente, limitara los derechos políticos e interviniera en los municipios y estados. Su primera medida fue el cierre del Congreso Nacional, hasta 21 de octubre de 1969.

## Principales determinaciones del AI-5
Por el artículo 2.º del AI-5, el presidente de la República podía decretar el receso del Congreso Nacional, de las Asambleas Legislativas y de las Cámaras de Concejales, que solo volverían a funcionar cuando el propio Presidente convocara esas organizaciones. Durante el receso, el Poder Ejecutivo federal, provincial o municipal cumpliría las funciones del Legislativo correspondiente. Sin embargo, el Poder Judicial también se subordinaba al Ejecutivo, pues los actos ejecutados en consonancia con el AI-5 y sus Actos Complementarios estaban exentos de cualquier intervención judicial (artículo 11.º).
El Presidente de la República podía decretar la intervención en los estados o municipios "sin las limitaciones previstas en la Constitución" (artículo 3º). Conforme el artículo 4°, el presidente de la República, oído el Consejo de Seguridad Nacional, y "sin las limitaciones previstas en la Constitución", podía suspender los derechos políticos de cualquier ciudadano por 10 años y cesar cargos electos federales, provinciales o municipales. Por el artículo 5°, la suspensión de los derechos políticos significaba:
- I - Cese del privilegio de aforamiento por prerrogativa de función;
- II - Suspensión del derecho de votar y ser votado en las elecciones sindicales;
- III - Prohibición de actividades o manifestación sobre asuntos de naturaleza política;
- IV - Aplicación, por el Ministerio de la Justicia, independientemente de apreciación por el Poder Judicial, de las siguientes medidas:

1. a) Libertad vigilada;
2. b) Prohibición de frecuentar determinados lugares;
3. c) Domicilio determinado.

Sin embargo, "otras restricciones o prohibiciones al ejercicio de cualesquiera otros derechos públicos o privados podrían ser establecidas a discreción del Ejecutivo". El Presidente de la República también podría, según el artículo 8.º, decretar la confiscación de bienes en el transcurso de un ilícito penal en el ejercicio de cargo o función pública, después de la debida investigación -con cláusula de restitución si era probada la legitimidad del bien.
El artículo 10.º suspendía la garantía de hábeas corpus en los casos de delito político o que afectaran a la seguridad nacional y el orden económica y/o social. Durante la vigencia del AI-5, también se recrudeció la censura, que se extendió a la prensa, la música, el teatro y el cine.

## Disidentes
Un grupo de senadores de la Alianza Renovadora Nacional, el partido institucional, mostró su discordancia con énfasis ante las medidas adoptadas por el presidente Costa e Silva. Liderados por Daniel Krieger, firmaron un manifiesto de repulsa. Entre los subscriptores del manifiesto estaban los siguientes nombres: Gilberto Marino, Milton Campos, Carvalho Pinto, Eurico Resende, Manuel Cordero Vilaça, Wilson Gonçalves, Aluísio Lopes de Carvalho Hijo, Antônio Konder Reyes, Ney Braga, Rui Palmeira, Teotônio Vilela, José Cândido Ferraz, Leandro Maciel, Vitorino Freire, Arnon de Melo, Clodomir Millet, José Guiomard, Valdemar Alcântara y Júlio Leche.

## El fin del AI-5
En 13 de octubre de 1978, en el gobierno Ernesto Geisel, fue promulgada la enmienda constitucional n.º 11, cuyo artículo 3.º revocaba todos los actos institucionales y complementarios que fueran contrarios a la Constitución Federal. Dice la enmienda: "reservados los efectos de los actos practicados con base en ellos, los cuales están excluidos de apreciación judicial", restaurando el hábeas corpus. La enmienda constitucional entró en vigor el día primero de enero de 1979.